# Детройт Шок
«Детройт Шок» (англ. Detroit Shock) — американская профессиональная женская баскетбольная команда, выступавшая в Восточной конференции женской национальной баскетбольной ассоциации (ЖНБА). Команда базировалась в городке Оберн-Хилс (штат Мичиган), была основана в 1998 году, а свои домашние встречи проводила в «Пэлас оф Оберн-Хиллс». «Шок» трижды становились победителем чемпионата в 2003, 2006 и 2008 годах. А в 2009 году команда была вынуждена переехать в город Талса (штат Оклахома) и сменить название на «Талса Шок», потому что владелец команды, компания «Palace Sports & Entertainment», объявила, что отказывается от прав на неё.
За время существования клуба в нём выступали такие известные баскетболистки, как Сэнди Бронделло, Андреа Стинсон, Шеннон Джонсон, Айвори Латта, Тадж Макуильямс, Деанна Нолан, Пленетт Пирсон, Рут Райли, Кэти Смит, Рэйчел Спорн, Шери Сэм, Никки Тисли, Шерил Форд и Дженнифер Эйзи.

## История команды
За свою историю клуб «Детройт Шок» отыграл в ЖНБА двенадцать сезонов, выступая под руководством четырёх главных тренеров. Нэнси Либерман и Грег Уильямс, под руководством которых клуб выступал первые четыре с половиной сезона, особых лавров не снискали. И если при Либерман команда хоть как-то держалась на плаву и даже сумела выйти в раунд плей-офф в 1999 году, проиграв в первом раунде, то при Уильямсе она превратилась в явного аутсайдера, умудрившись проиграть первые десять игр сезона 2002 года.
После этого менеджмент клуба пригласил на пост главного тренера бывшую легенду команды «Детройт Пистонс» Билла Лэймбира, при котором «Шок» сразу преобразились и превратились в главного фаворита первенства. Под руководством Лэймбира команда постоянно играла в плей-офф, приняла участие в четырёх финальных сериях, одержав победу в трёх из них, став трёхкратным чемпионом турнира всего за шесть лет. Однако Лэймбир всегда мечтал когда-нибудь возглавить команду НБА, поэтому в самом начале сезона 2009 года после трёх проведённых игр Билл подал в отставку по семейным обстоятельтвам в надежде поймать свою мечту. Он так и не смог получить должность главного тренера НБА, но в том же году ему предложили занять должность ассистента в клубе «Миннесота Тимбервулвз», и он согласился. Сезон 2009 года команда завершала под руководством ассистента и одноклубника Лэймбира по «Пистонс» Рика Махорна. «Шок» вышли в финал конференции, где со счётом 1:2 уступили клубу «Индиана Фивер», не пройдя в финал впервые с 2005 года.
13 марта 2009 года умер многолетний владелец и душа команды Уильям Дэвидсон, ну а сам клуб перешёл под руководство компании «Palace Sports & Entertainment». Через несколько дней после окончания плей-офф 2009 новый владелец успешной франшизы «Детройт Шок», компания «Palace Sports & Entertainment» объявила, что отказывается от прав на команду и продаёт её. Сразу же нашлась группа инвесторов в городе Талса (штат Оклахома), которая заявила, что они официально подадут заявку в ЖНБА на покупку этой франшизы. 19 октября 2009 года агентство «Ассошиэйтед Пресс» сообщило, что менеджмент «Шок» заявил, что команда переезжает в Талсу, а уже на следующий день это решение было официально объявлено на пресс-конференции, собранной новым владельцем клуба, компанией «Tulsa Pro Hoops LLC». Команда теперь будет называться «Талса Шок», а выступать она будет в «BOK-центре» под руководством Нолана Ричардсона.

## Участия в финалах ЖНБА
Команда «Детройт Шок» принимала участие в четырёх финальных сериях ЖНБА, одержав победу в трёх из них.
| Сезон | Соперник                 | Результат | Счёт                 | Место проведения                  |
| ----- | ------------------------ | --------- | -------------------- | --------------------------------- |
| 2003  | Лос-Анджелес Спаркс      | Победа    | 83:78 (2:1 в серии)  | Пэлас оф Оберн-Хиллс, Оберн-Хиллс |
| 2006  | Сакраменто Монархс       | Победа    | 80:75 (3:2 в серии)  | Пэлас оф Оберн-Хиллс, Оберн-Хиллс |
| 2007  | Финикс Меркури           | Поражение | 92:108 (2:3 в серии) | Пэлас оф Оберн-Хиллс, Оберн-Хиллс |
| 2008  | Сан-Антонио Силвер Старз | Победа    | 76:60 (3:0 в серии)  | Конвокейшн-центр, Ипсиланти       |

## Протокол сезонов ЖНБА
| Сезон       | Конференция | Место       | Регулярный чемпионат | Регулярный чемпионат | Регулярный чемпионат | Плей-офф | Тренер                                    | Ссылки                                    |
| Сезон       | Конференция | Место       | Победы               | Поражения            | Процент              | Плей-офф | Тренер                                    | Ссылки                                    |
| Детройт Шок | Детройт Шок | Детройт Шок | Детройт Шок          | Детройт Шок          | Детройт Шок          | Детройт Шок | Детройт Шок                               | Детройт Шок                               |
| ----------- | ----------- | ----------- | -------------------- | -------------------- | -------------------- | --- | ----------------------------------------- | ----------------------------------------- |
| 1998        | Восточная   | 4-е         | 17                   | 13                   | 56,7                 | Не квалифицировалась в плей-офф | Нэнси Либерман                            | [ 10 ]                                    |
| 1999        | Восточная   | 2-е         | 15                   | 17                   | 46,9                 | Проиграла в полуфинале конференции «Стинг» со счётом 54:60 | Нэнси Либерман                            | [ 11 ]                                    |
| 2000        | Восточная   | 5-е         | 14                   | 18                   | 43,8                 | Не квалифицировалась в плей-офф | Нэнси Либерман                            | [ 12 ]                                    |
| 2001        | Восточная   | 7-е         | 10                   | 22                   | 31,3                 | Не квалифицировалась в плей-офф | Грег Уильямс                              | [ 13 ]                                    |
| 2002        | Восточная   | 8-е         | 9                    | 23                   | 28,1                 | Не квалифицировалась в плей-офф | Грег Уильямс (0-10) Билл Лэймбир (9-13)   | [ 14 ]                                    |
| 2003        | Восточная   | 1-е         | 25                   | 9                    | 73,5                 | Выиграла в полуфинале конференции у «Рокерс» со счётом 2:1 Выиграла в финале конференции у «Сан» со счётом 2:0 Выиграла в финале у «Спаркс» со счётом 2:1          | Билл Лэймбир                              | [ 15 ]                                    |
| 2004        | Восточная   | 3-е         | 17                   | 17                   | 50,0                 | Проиграла в полуфинале конференции «Либерти» со счётом 1:2 | Билл Лэймбир                              | [ 16 ]                                    |
| 2005        | Восточная   | 4-е         | 16                   | 18                   | 47,1                 | Проиграла в полуфинале конференции «Сан» со счётом 0:2 | Билл Лэймбир                              | [ 17 ]                                    |
| 2006        | Восточная   | 2-е         | 23                   | 11                   | 67,6                 | Выиграла в полуфинале конференции у «Фивер» со счётом 2:0 Выиграла в финале конференции у «Сан» со счётом 2:1 Выиграла в финале у «Монархс» со счётом 3:2          | Билл Лэймбир                              | [ 18 ]                                    |
| 2007        | Восточная   | 1-е         | 24                   | 10                   | 70,6                 | Выиграла в полуфинале конференции у «Либерти» со счётом 2:1 Выиграла в финале конференции у «Фивер» со счётом 2:1 Проиграла в финале «Меркури» со счётом 2:3       | Билл Лэймбир                              | [ 19 ]                                    |
| 2008        | Восточная   | 1-е         | 22                   | 12                   | 64,7                 | Выиграла в полуфинале конференции у «Фивер» со счётом 2:1 Выиграла в финале конференции у «Либерти» со счётом 2:1 Выиграла в финале у «Силвер Старз» со счётом 3:0 | Билл Лэймбир                              | [ 20 ]                                    |
| 2009        | Восточная   | 3-е         | 18                   | 16                   | 52,9                 | Выиграла в полуфинале конференции у «Дрим» со счётом 2:0 Проиграла в финале конференции «Фивер» со счётом 1:2                                                      | Билл Лэймбир (1-2) Рик Махорн (17-14)     | [ 21 ]                                    |
| Регулярки   | Регулярки   | Регулярки   | 210                  | 186                  | 53,0                 | 4 титула победителя Восточной конференции | 4 титула победителя Восточной конференции | 4 титула победителя Восточной конференции |
| Плей-офф    | Плей-офф    | Плей-офф    | 30                   | 19                   | 61,2                 | 3 титула победителя турнира женской НБА | 3 титула победителя турнира женской НБА   | 3 титула победителя турнира женской НБА   |

## Статистика игроков
| Сезоны | Лучшие игроки команды по пяти главным статистическим показателям | Лучшие игроки команды по пяти главным статистическим показателям | Лучшие игроки команды по пяти главным статистическим показателям | Лучшие игроки команды по пяти главным статистическим показателям | Лучшие игроки команды по пяти главным статистическим показателям | Ссылки |
| Сезоны | PPG                                                              | RPG                                                              | APG                                                              | SPG                                                              | BPG                                                              | Ссылки |
| ------ | ---------------------------------------------------------------- | ---------------------------------------------------------------- | ---------------------------------------------------------------- | ---------------------------------------------------------------- | ---------------------------------------------------------------- | ------ |
| 1998   | Сэнди Бронделло (14,2)                                           | Синди Браун (10,0)                                               | Сэнди Бронделло (3,3)                                            | Синди Браун (1,7)                                                | Разия Муянович (0,9)                                             | [ 10 ] |
| 1999   | Сэнди Бронделло (13,3)                                           | Венди Палмер (9,5)                                               | Дженнифер Эйзи (3,8)                                             | Вэл Уайтинг (1,3)                                                | Вэл Уайтинг (1,0)                                                | [ 11 ] |
| 2000   | Венди Палмер (13,8)                                              | Венди Палмер (6,8)                                               | Доминик Кэнти (2,9)                                              | Доминик Кэнти (1,8)                                              | Асту Н’Диай (0,7)                                                | [ 12 ] |
| 2001   | Асту Н’Диай (11,8)                                               | Венди Палмер (7,0)                                               | Эдвина Браун (2,7)                                               | Джей Кинджи (1,1)                                                | Асту Н’Диай (0,9)                                                | [ 13 ] |
| 2002   | Свин Кэш (14,8)                                                  | Свин Кэш (6,9)                                                   | Элейн Пауэлл (4,0)                                               | Элейн Пауэлл (1,5)                                               | Аяна Уокер (1,1)                                                 | [ 14 ] |
| 2003   | Свин Кэш (16,6)                                                  | Шерил Форд (10,4)                                                | Элейн Пауэлл (3,9)                                               | Элейн Пауэлл (1,4)                                               | Рут Райли (1,7)                                                  | [ 15 ] |
| 2004   | Свин Кэш (16,4)                                                  | Шерил Форд (9,6)                                                 | Элейн Пауэлл (4,5)                                               | Деанна Нолан (1,9)                                               | Рут Райли (1,6)                                                  | [ 16 ] |
| 2005   | Деанна Нолан (15,9)                                              | Шерил Форд (9,8)[a]                                              | Деанна Нолан (3,7)                                               | Деанна Нолан (1,7)                                               | Рут Райли и Шерил Форд (1,4)                                     | [ 17 ] |
| 2006   | Шерил Форд (13,8)                                                | Шерил Форд (11,3)                                                | Деанна Нолан (3,6)                                               | Деанна Нолан (1,4)                                               | Рут Райли (1,4)                                                  | [ 18 ] |
| 2007   | Деанна Нолан (16,3)                                              | Шерил Форд (11,2)[b] Свин Кэш (6,1)[c]                           | Деанна Нолан (3,9)                                               | Шерил Форд (1,9)                                                 | Пленетт Пирсон (0,9)                                             | [ 19 ] |
| 2008   | Деанна Нолан (15,8)                                              | Шерил Форд (8,7)                                                 | Деанна Нолан (4,4)                                               | Алексис Хорнбакл (2,3)                                           | Пленетт Пирсон (1,2)                                             | [ 20 ] |
| 2009   | Деанна Нолан (16,9)                                              | Шерил Форд (7,4)                                                 | Деанна Нолан (3,5)                                               | Деанна Нолан (1,3)                                               | Кара Брэкстон (0,6)                                              | [ 21 ] |

- a  Жирным шрифтом выделен игрок, который выиграл в этом сезоне ту или иную номинацию.
- b  В этом сезоне Шерил Форд стала лучшей по среднему показателю за игру (11,2), однако провела всего 15 игр из 34, поэтому её результат не учитывался при распределении мест в этой номинации, а первое место заняла Лорен Джексон, показатель которой составил всего 9,7 подбора в среднем за игру[22].
- c  А если результат Форд не учитывался, то первое место среди игроков «Шок» заняла Свин Кэш, показатель которой составил всего 6,1 подбора в среднем за игру[20].

## Состав в сезоне 2009
| \| Поз. \| № \| Гражд. \| Имя \| Дата рождения (возраст) \| Рост \| Вес \| Звание \| \| ---- \| -- \| ------ \| ---------------- \| ------------------------- \| ------ \| ------ \| ------ \| \| З \| 1 \| \| Шавонте Зеллус \| 28 августа 1986 (38 лет) \| 178 см \| 85 кг \| \| \| З \| 6 \| \| Никки Тисли \| 22 марта 1979 (46 лет) \| 183 см \| 76 кг \| \| \| З \| 14 \| \| Деанна Нолан \| 25 августа 1979 (45 лет) \| 175 см \| 66 кг \| \| \| З \| 22 \| \| Алексис Хорнбакл \| 16 октября 1985 (39 лет) \| 178 см \| 74 кг \| \| \| Ф/Ц \| 24 \| \| Олайинка Санни \| 21 августа 1986 (38 лет) \| 188 см \| 90 кг \| \| \| З/Ф \| 30 \| \| Кэти Смит \| 4 июня 1974 (51 год) \| 180 см \| 79 кг \| \| \| З \| 31 \| \| Анна Дефорж \| 14 апреля 1976 (49 лет) \| 178 см \| 72 кг \| \| \| Ф \| 35 \| \| Шерил Форд \| 6 июня 1981 (44 года) \| 190 см \| 88 кг \| \| \| Ф \| 42 \| \| Кристал Келли \| 15 сентября 1986 (38 лет) \| 188 см \| 91 кг \| \| \| Ф/Ц \| 44 \| \| Тадж Макуильямс \| 20 октября 1970 (54 года) \| 188 см \| 88 кг \| \| \| Ф/Ц \| 45 \| \| Кара Брэкстон \| 18 февраля 1983 (42 года) \| 198 см \| 102 кг \| \| \| Ф/Ц \| 54 \| \| Барбара Фаррис \| 10 сентября 1976 (48 лет) \| 190 см \| 90 кг \| \| | Главный тренер - Рик Махорн Ассистенты тренера - Эрл Кьюртон - Шерил Рив - Лора Рамус Легенда - (К) — Капитан команды Последнее изменение: 10 октября 2009 года |          |                  |                           |        |        |        |
| Поз. | № | Гражд.   | Имя              | Дата рождения (возраст)   | Рост   | Вес    | Звание |
| З | 1 | Флаг США | Шавонте Зеллус   | 28 августа 1986 (38 лет)  | 178 см | 85 кг  |        |
| З | 6 | Флаг США | Никки Тисли      | 22 марта 1979 (46 лет)    | 183 см | 76 кг  |        |
| З | 14 | Флаг США | Деанна Нолан     | 25 августа 1979 (45 лет)  | 175 см | 66 кг  |        |
| З | 22 | Флаг США | Алексис Хорнбакл | 16 октября 1985 (39 лет)  | 178 см | 74 кг  |        |
| Ф/Ц | 24 | Флаг США | Олайинка Санни   | 21 августа 1986 (38 лет)  | 188 см | 90 кг  |        |
| З/Ф | 30 | Флаг США | Кэти Смит        | 4 июня 1974 (51 год)      | 180 см | 79 кг  |        |
| З | 31 | Флаг США | Анна Дефорж      | 14 апреля 1976 (49 лет)   | 178 см | 72 кг  |        |
| Ф | 35 | Флаг США | Шерил Форд       | 6 июня 1981 (44 года)     | 190 см | 88 кг  |        |
| Ф | 42 | Флаг США | Кристал Келли    | 15 сентября 1986 (38 лет) | 188 см | 91 кг  |        |
| Ф/Ц | 44 | Флаг США | Тадж Макуильямс  | 20 октября 1970 (54 года) | 188 см | 88 кг  |        |
| Ф/Ц | 45 | Флаг США | Кара Брэкстон    | 18 февраля 1983 (42 года) | 198 см | 102 кг |        |
| Ф/Ц | 54 | Флаг США | Барбара Фаррис   | 10 сентября 1976 (48 лет) | 190 см | 90 кг  |        |

## Главные тренеры
| Тренер         | Сезоны    | Победы и поражения (процент) | Победы и поражения (процент) | Ссылки |
| Тренер         | Сезоны    | Регулярка                    | Плей-офф                     | Ссылки |
| -------------- | --------- | ---------------------------- | ---------------------------- | ------ |
| Нэнси Либерман | 1998—2000 | 46-48 (48,9)                 | 0-1 (0,0)                    | [ 23 ] |
| Грег Уильямс   | 2001—2002 | 10-32 (23,8)                 | 0-0 (0,0)                    | [ 24 ] |
| Билл Лэймбир   | 2002—2009 | 137-92 (59,8)                | 27-16 (62,8)                 | [ 25 ] |
| Рик Махорн     | 2009      | 17-14 (54,8)                 | 3-2 (60,0)                   | [ 26 ] |
| Всего          |           | 210-186 (53,0)               | 30-19 (61,2)                 |        |

## Владельцы клуба
- Уильям Дэвидсон (1997—2009)
- Palace Sports & Entertainment (2009)

## Генеральные менеджеры
- Нэнси Либерман (1998—2000)
- Грег Уильямс (2001—2002)
- Билл Лэймбир (2002—2009)
- Шерил Рив (2009)

## Зал славы баскетбола
| Игрок          | Позиция                             | Карьера в команде | Год включения | Ссылки |
| -------------- | ----------------------------------- | ----------------- | ------------- | ------ |
| Нэнси Либерман | Разыгрывающий защитник              | (2008)            | 1996          | [ 27 ] |
| Линетт Вудард  | Атакующий защитник                  | (1998)            | 2004          | [ 28 ] |
| Кэти Смит      | Атакующий защитник / Лёгкий форвард | (2005—2009)       | 2018          | [ 29 ] |

## Зал славы женского баскетбола
| Игрок          | Позиция                             | Карьера в команде | Год включения | Ссылки |
| -------------- | ----------------------------------- | ----------------- | ------------- | ------ |
| Нэнси Либерман | Разыгрывающий защитник              | (2008)            | 1999          | [ 30 ] |
| Линетт Вудард  | Атакующий защитник                  | (1998)            | 2005          | [ 31 ] |
| Дженнифер Эйзи | Разыгрывающий защитник              | (1999)            | 2009          | [ 32 ] |
| Кэти Смит      | Атакующий защитник / Лёгкий форвард | (2005—2009)       | 2018          | [ 33 ] |
| Рут Райли      | Центровая                           | (2003—2006)       | 2019          | [ 34 ] |
| Свин Кэш[d]    | Лёгкий форвард                      | (2002—2007)       | 2020          | [ 35 ] |

- d  Форвард Свин Кэш была выбрана в Зал славы женского баскетбола весной 2020 года, однако из-за пандемии COVID-19 церемония включения уже несколько раз переносилась и теперь должна состояться 12 июня 2021 года.

## Индивидуальные и командные награды
| Награды[e]                  | Игроки, тренеры и сезоны                                | Ссылки |
| --------------------------- | ------------------------------------------------------- | ------ |
| Чемпионка ЖНБА              | 3 (2003, 2006 и 2008)                                   | [ 36 ] |
| Финал ЖНБА                  | 4 (2003, 2006, 2007 и 2008)                             |        |
| Плей-офф ЖНБА               | 8 (1999, 2003, 2004, 2005, 2006, 2007, 2008 и 2009)     |        |
| MVP ЖНБА                    | нет                                                     | [ 37 ] |
| MVP финала ЖНБА             | Рут Райли (2003), Деанна Нолан (2006), Кэти Смит (2008) | [ 38 ] |
| MVP ASG ЖНБА                | Шерил Форд (2007)                                       | [ 39 ] |
| Лучший игрок обороны        | нет                                                     | [ 40 ] |
| Самый прогрессирующий игрок | нет                                                     | [ 41 ] |
| Спортивное поведение        | нет                                                     | [ 42 ] |
| Лучший шестой игрок         | Пленетт Пирсон (2007)                                   | [ 43 ] |
| Лидерские качества          | нет                                                     | [ 44 ] |
| Лучший новичок              | Шерил Форд (2003)                                       | [ 45 ] |
| Лучший тренер               | Билл Лэймбир (2003)                                     | [ 46 ] |

- e  В таблицу включены лишь те призы, которыми награждались игроки за время существования команды.

## Известные игроки
- Синди Браун
- Сэнди Бронделло
- Кара Брэкстон
- Линетт Вудард
- Мерлакия Джонс
- Шеннон Джонсон
- Доминик Кэнти
- Свин Кэш
- Айвори Латта
- Нэнси Либерман
- Тадж Макуильямс
- Асту Н’Диай
- Деанна Нолан
- Венди Палмер
- Элейн Пауэлл
- Пленетт Пирсон
- Рут Райли
- Кэти Смит
- Рэйчел Спорн
- Андреа Стинсон
- Шери Сэм
- Никки Тисли
- Аяна Уокер
- Барбара Фаррис
- Шерил Форд
- Кедра Холланд-Корн
- Алексис Хорнбакл
- Дженнифер Эйзи

## Участники матчей всех звёзд

Логотип клуба в 1997—2002 годах

| Год  | Участники матчей всех звёзд                                         | Участники матчей всех звёзд                                         |
| Год  | Стартовый состав                                                    | Резервный состав                                                    |
| ---- | ------------------------------------------------------------------- | ------------------------------------------------------------------- |
| 1999 |                                                                     | Сэнди Бронделло                                                     |
| 2000 |                                                                     | Венди Палмер                                                        |
| 2001 |                                                                     |                                                                     |
| 2002 |                                                                     |                                                                     |
| 2003 |                                                                     | Деанна Нолан, Свин Кэш и Шерил Форд                                 |
| 2004 | Шерил Форд                                                          | Деанна Нолан, Свин Кэш и Рут Райли                                  |
| 2005 | Свин Кэш и Рут Райли                                                | Деанна Нолан и Шерил Форд                                           |
| 2006 | Шерил Форд                                                          | Деанна Нолан и Кэти Смит                                            |
| 2007 | Деанна Нолан, Шерил Форд и Кара Брэкстон                            |                                                                     |
| 2008 | Игра не состоялась из-за проведения летних Олимпийских игр в Пекине | Игра не состоялась из-за проведения летних Олимпийских игр в Пекине |
| 2009 |                                                                     | Кэти Смит                                                           |